# ヘンリー郡 (バージニア州)
ヘンリー郡（英: Henry County）は、アメリカ合衆国バージニア州の南部に位置する郡である。2010年国勢調査での人口は54,151人であり、2000年の57,930人から6.5%減少した。郡庁所在地はマーティンズビル市（人口13,821人）であり、同郡で人口最大の都市でもある。ただし、国勢調査指定地域のコリンズビル（人口7,335人）に、管理棟（郡事務所があり、郡政委員会の会合が行われる）および郡庁舎がある。
ヘンリー郡はマーティンズビル小都市圏に属している。

## 歴史

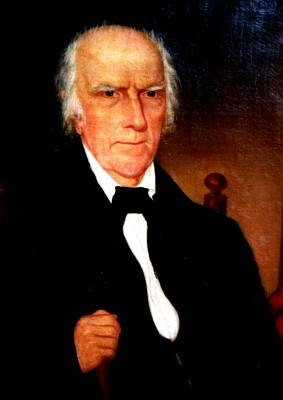
ジョン・レッド少佐、大陸軍、ヘンリー郡の初期開拓者

ヘンリー郡は1777年にピットシルベニア郡から分離して設立された。当初は独立後の当時初代バージニア州知事を務めていたパトリック・ヘンリーに因んでパトリック・ヘンリー郡と名付けられていた。ヘンリーは既に親戚が住んでいたこの地域にレザーウッドと呼ぶ広さ1万エーカー (40 km2) のプランテーションを所有し、時々はそこで過ごした。
1785年、パトリック・ヘンリー郡の北部とベッドフォード郡の一部を合わせ、フランクリン郡が設立された。1790年、パトリック・ヘンリー郡が2つに分割され、西部がパトリック郡、東部の残りがヘンリー郡となった。
ヘンリー郡初期開拓者の中にはジョージ・ウォラー大佐、ジョージ・ヘアストン大尉、ジョン・レッド少佐がいた。この3人全てが、ヨークタウンでイギリス軍のチャールズ・コーンウォリス将軍の降伏に同席した。アマースト郡出身のエイブラハム・ペン大佐は、アメリカ独立戦争のギルフォード郡庁舎の戦いで、ナサニエル・グリーン将軍の軍隊に合流する意図で、ヘンリー郡民兵隊を率いていった。ジョセフ・マーティン将軍はマーティンズビルの名前のもとになった。ルイーザ郡生まれで初期の著名開拓者だったモーデカイ・ホードはホーズビルと呼んだそのプランテーションに住んだ。1751年にアマースト郡で生まれたジョン・ディラード大佐は独立戦争のプリンストンの戦いで負傷し、後には安全委員会の委員となり、バージニアの軍隊の大佐になった。
1902年、ヘンリー郡歴史協会がマーティンズビルで法人化され、初代の役員はジョン・W・カーター、J・ハリソン・スペンサー、C・B・ブライアントだった。

## 地理
アメリカ合衆国国勢調査局に拠れば、郡域全面積は384平方マイル (994.6 km2)であり、このうち陸地382平方マイル (989.4 km2)、水域は2平方マイル (5.2 km2)で水域率は0.53%である。

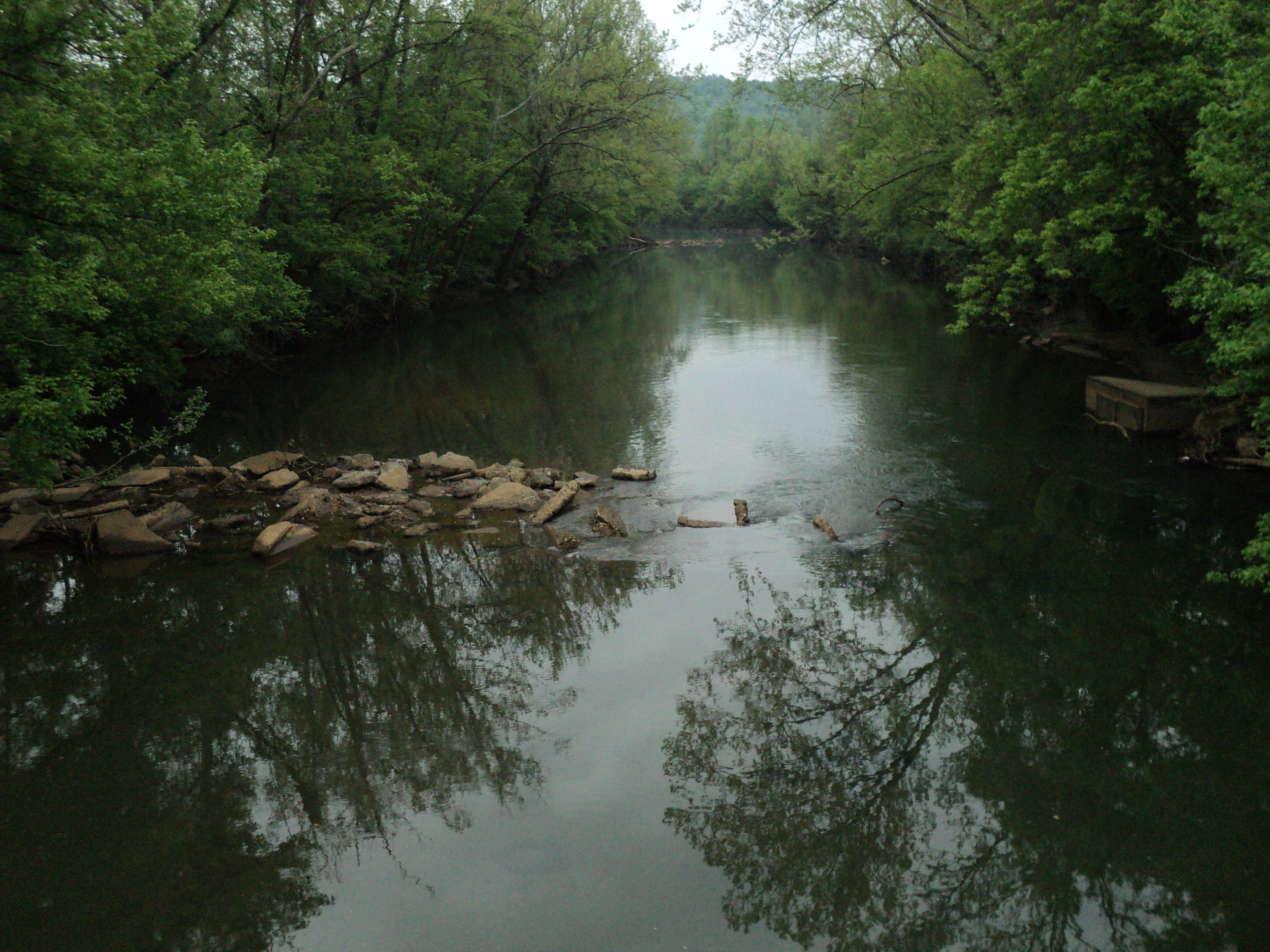
フィールデールの橋から見たスミス川

### 地区
ヘンリー郡は6つの監督地区に分かれている。バセット、ブラックベリー、コリンズビル、ホースパスチャー、アイリスウッド、レッドクリーク、リッジウェイの各地区である。

### 主要高規格道路
- アメリカ国道58号線
- アメリカ国道220号線
- バージニア州道57号線
- バージニア州道87号線
- バージニア州道108号線
- バージニア州道174号線
- バージニア州道457号線

### 隣接する郡
- フランクリン郡 - 北
- ピットシルベニア郡 - 東
- ロッキンガム郡 (ノースカロライナ州) - 南
- ストークス郡 (ノースカロライナ州) - 南南西
- パトリック郡 - 西

## 人口動態
以下は2000年国勢調査による人口統計データである。
| 基礎データ - 人口: 57,930人 - 世帯数: 23,910 世帯 - 家族数: 16,952 家族 - 人口密度: 58人/km2（152人/mi2） - 住居数: 25,921軒 - 住居密度: 26軒/km2（68軒/mi2） 人種別人口構成 - 白人: 89.47% - アフリカン・アメリカン: 10% - ネイティブ・アメリカン: 0.16% - アジア人: 0.41% - 太平洋諸島系: 0.03% - その他の人種: 1.39% - 混血: 0.92% - ヒスパニック・ラテン系: 3.46% 年齢別人口構成 - 18歳未満: 22.3% - 18-24歳: 7.5% - 25-44歳: 29.0% - 45-64歳: 26.1% - 65歳以上: 15.0% - 年齢の中央値: 39歳 - 性比（女性100人あたり男性の人口） - 総人口: 95.1 - 18歳以上: 93.0 | 世帯と家族（対世帯数） - 18歳未満の子供がいる: 28.6% - 結婚・同居している夫婦: 54.3% - 未婚・離婚・死別女性が世帯主: 12.2% - 非家族世帯: 29.1% - 単身世帯: 25.8% - 65歳以上の老人1人暮らし: 10.3% - 平均構成人数 - 世帯: 2.40人 - 家族: 2.87人 収入と家計 - 収入の中央値 - 世帯: 31,816米ドル - 家族: 38,649米ドル - 性別 - 男性: 26,660米ドル - 女性: 20,766米ドル - 人口1人あたり収入: 17,110米ドル - 貧困線以下 - 対人口: 11.7% - 対家族数: 8.8% - 18歳未満: 15.2% - 65歳以上: 12.6% |

## 町
- リッジウェイ

### 未編入の町
| - アクストン - バセット - チャットモス - コリンズビル | - フィールデール - ホースパスチャー - ローレルパーク - オークレベル | - サンディレベル - スペンサー - スタンレータウン - ビラハイツ |

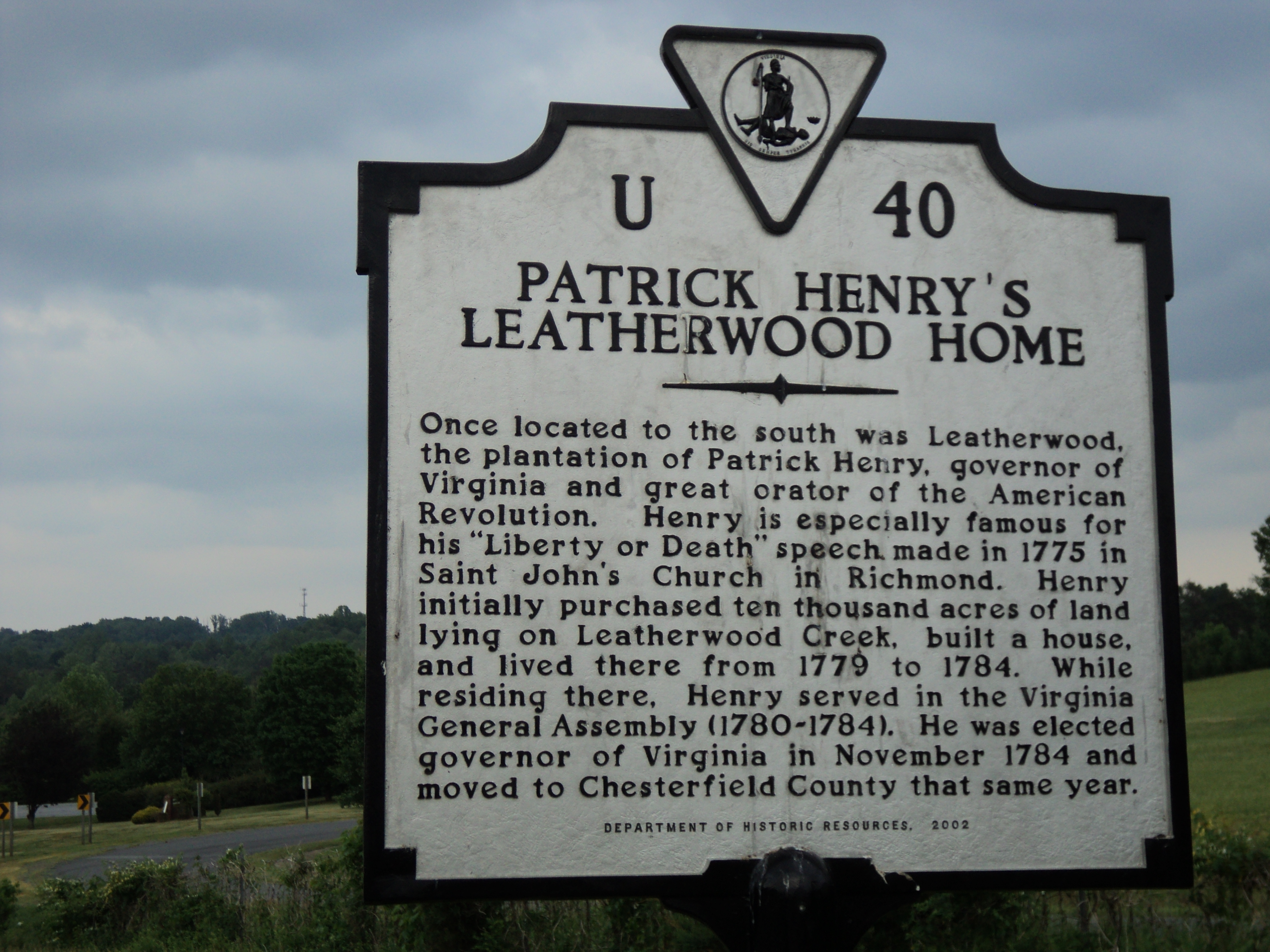
パトリック・ヘンリーのプランテーションにある州の歴史標識、ヘンリーは郡名のもとになった

マーティンズビルは1928年から独立市となっており、郡には属さないが、郡庁所在地かつ郡に取り囲まれた市域として存在している。